# Túnel de les dos Valires
El Túnel de les dos Valires (también nombrado Túnel de les Dues Valires) es una obra civil de tres kilómetros de longitud del Principado de Andorra que une las parroquias altas andorranas evitando así pasar por Andorra la Vieja y Las Escaldas-Engordany.
El túnel une las parroquias de Encamp y La Masana, dando servicio también a las de Ordino y Canillo. Es considerada la obra más importante de Andorra.
La inauguración y apertura tuvo lugar el 31 de julio de 2012. Los trabajos se vieron paralizados a raíz de dos derrumbes, el primero de los cuales causó la muerte de cinco trabajadores y seis heridos en noviembre de 2009.
Movilidad autoriza a partir de 2022 el paso de bicicletas en ambos sentidos del túnel de los Dos Valires. El ejecutivo recuerda que los ciclistas tendrán que llevar alumbrado de posición frente a color blanco y detrás de color rojo, así como elementos reflectantes.

Carril bici en el túnel.

Para reafirmar la seguridad de los ciclistas, Movilidad está pintando los primeros 200 metros del carril bici color verde que se ha reservado para las bicicletas dentro de la infraestructura. Además, se reforzará la señalización exterior para recordarle a los vehículos su circulación.